# Интеграл Дирихле
В математике существует несколько интегралов, известных как интеграл Дирихле, названные в честь немецкого математика Петера Густава Лежена Дирихле, один из которых является несобственным интегралом функции sinc по положительной действительной прямой:
{\displaystyle \int _{0}^{\infty }{\frac {\sin x}{x}}\,dx={\frac {\pi }{2}}.}
Этот интеграл не является абсолютно сходящимся, что означает {\displaystyle {\Biggl |}{\frac {\sin x}{x}}{\Biggl |}} не интегрируется по Лебегу, и, соответственно, интеграл Дирихле не определен в соответствии с интегрированием Лебега. Однако он определяется в соответствии с несобственным интегралом Римана или обобщенного интеграла Римана или Хенстока — Курцвейла. Значение интеграла (в соответствии с интегралом Римана или Хенстока) может быть получено различными способами, включая через преобразование Лапласа, двойное интегрирование, дифференцирование под знаком интеграла, контурное интегрирование и ядро Дирихле.

## Определение

### Преобразование Лапласа
Пусть {\displaystyle f(t)} функция, определенная всякий раз, когда {\displaystyle t\geq 0}. Тогда преобразование Лапласа функции имеет вид
{\displaystyle {\mathcal {L}}\{f(t)\}=F(s)=\int _{0}^{\infty }e^{-st}f(t)\,dt,}
если интеграл существует.
Свойство преобразования Лапласа, полезное для вычисления несобственных интегралов:
{\displaystyle {\mathcal {L}}{\Biggl [}{\frac {f(t)}{t}}{\Biggl ]}=\int _{s}^{\infty }F(u)\,du,}
при условии, что {\displaystyle \lim _{t\rightarrow 0}{\frac {f(t)}{t}}} существует.
Это свойство можно использовать для вычисления интеграла Дирихле следующим образом:
{\displaystyle {\begin{aligned}\int _{0}^{\infty }{\frac {\sin t}{t}}\,dt&=\lim _{s\rightarrow 0}\int _{0}^{\infty }e^{-st}{\frac {\sin t}{t}}\,dt=\lim _{s\rightarrow 0}{\mathcal {L}}{\Biggl [}{\frac {\sin t}{t}}{\Biggl ]}\\[6pt]&=\lim _{s\rightarrow 0}\int _{s}^{\infty }{\frac {du}{u^{2}+1}}=\lim _{s\rightarrow 0}\arctan u{\Biggl |}_{s}^{\infty }\\[6pt]&=\lim _{s\rightarrow 0}{\Biggl [}{\frac {\pi }{2}}-\arctan(s){\Biggl ]}={\frac {\pi }{2}},\end{aligned}}}
так как {\displaystyle {\mathcal {L}}\{\sin t\}={\frac {1}{s^{2}+1}}} преобразование Лапласа функции {\displaystyle \sin t}. (См. дифференцирование в разделе «Дифференцирование под знаком интеграла».)

### Двойное интегрирование
Вычисление интеграла Дирихле с помощью преобразования Лапласа эквивалентно попытке вычислить один и тот же дважды определенный интеграл двумя разными способами, изменив порядок интегрирования на противоположный, а именно:
{\displaystyle \left(I_{1}=\int _{0}^{\infty }\int _{0}^{\infty }e^{-st}\sin t\,dt\,ds\right)=\left(I_{2}=\int _{0}^{\infty }\int _{0}^{\infty }e^{-st}\sin t\,ds\,dt\right),}
{\displaystyle \left(I_{1}=\int _{0}^{\infty }{\frac {1}{s^{2}+1}}\,ds={\frac {\pi }{2}}\right)=\left(I_{2}=\int _{0}^{\infty }{\frac {\sin t}{t}}\,dt\right),}  при условии {\displaystyle s>0.}

### Дифференцирование под знаком интеграла (трюк Фейнмана)
Сначала перепишем интеграл как функцию дополнительной переменной {\displaystyle a}. Пусть
{\displaystyle f(a)=\int _{0}^{\infty }e^{-a\omega }{\frac {\sin \omega }{\omega }}\,d\omega .}
Чтобы вычислить интеграл Дирихле, нам необходимо определить {\displaystyle f(0)}.
Продифференцируем по {\displaystyle a} и применим формулу Лейбница для дифференцирования под знаком интеграла чтобы получить
{\displaystyle {\begin{aligned}{\frac {df}{da}}&={\frac {d}{da}}\int _{0}^{\infty }e^{-a\omega }{\frac {\sin \omega }{\omega }}\,d\omega =\int _{0}^{\infty }{\frac {\partial }{\partial a}}e^{-a\omega }{\frac {\sin \omega }{\omega }}\,d\omega \\[6pt]&=-\int _{0}^{\infty }e^{-a\omega }\sin \omega \,d\omega .\end{aligned}}}
Теперь, используя формулу Эйлера {\displaystyle e^{i\omega }=\cos \omega +i\sin \omega ,} можно выразить синусоиду через комплексные экспоненциальные функции. Таким образом, мы имеем
{\displaystyle \sin(\omega )={\frac {1}{2i}}\left(e^{i\omega }-e^{-i\omega }\right).}
Следовательно,
{\displaystyle {\begin{aligned}{\frac {df}{da}}&=-\int _{0}^{\infty }e^{-a\omega }\sin \omega \,d\omega =-\int _{0}^{\infty }e^{-a\omega }{\frac {e^{i\omega }-e^{-i\omega }}{2i}}d\omega \\[6pt]&=-{\frac {1}{2i}}\int _{0}^{\infty }\left[e^{-\omega (a-i)}-e^{-\omega (a+i)}\right]d\omega \\[6pt]&=-{\frac {1}{2i}}\left[{\frac {-1}{a-i}}e^{-\omega (a-i)}-{\frac {-1}{a+i}}e^{-\omega (a+i)}\right]{\Biggl |}_{0}^{\infty }\\[6pt]&=-{\frac {1}{2i}}\left[0-\left({\frac {-1}{a-i}}+{\frac {1}{a+i}}\right)\right]=-{\frac {1}{2i}}\left({\frac {1}{a-i}}-{\frac {1}{a+i}}\right)\\[6pt]&=-{\frac {1}{2i}}\left({\frac {a+i-(a-i)}{a^{2}+1}}\right)=-{\frac {1}{a^{2}+1}}.\end{aligned}}}
Интегрируя по {\displaystyle a} дает
{\displaystyle f(a)=\int {\frac {-da}{a^{2}+1}}=A-\arctan a,}
Где {\displaystyle A} постоянная интегрирования, которую необходимо определить. Поскольку {\displaystyle \lim _{a\to \infty }f(a)=0,} {\displaystyle A=\lim _{a\to \infty }\arctan(a)={\frac {\pi }{2}},} используя главное значение. Это означает
{\displaystyle f(a)={\frac {\pi }{2}}-\arctan {a}.}
Наконец, для {\displaystyle a=0} у нас есть {\displaystyle f(0)={\frac {\pi }{2}}-\arctan(0)={\frac {\pi }{2}}}, как прежде.

### Комплексное интегрирование
Тот же результат может быть получен путем комплексного интегрирования. Рассмотрим
{\displaystyle f(z)={\frac {e^{iz}}{z}}.}
Как функция комплексной переменной {\displaystyle z} оно имеет простой полюс в начале координат, что препятствует применению леммы Жордана, остальные условия которой выполнены.
Определим новую функцию
{\displaystyle g(z)={\frac {e^{iz}}{z+i\varepsilon }}.}
Полюс был перемещен от реальной оси, поэтому {\displaystyle g(z)} интегрируется по полукругу радиуса {\displaystyle R} в центре {\displaystyle z=0} и замкнута по реальной оси. Затем берем предел {\displaystyle \varepsilon \rightarrow 0}.
Комплексный интеграл равен нулю по теореме о вычетах, так как внутри пути интегрирования нет полюсов.
{\displaystyle 0=\int _{\gamma }g(z)\,dz=\int _{-R}^{R}{\frac {e^{ix}}{x+i\varepsilon }}\,dx+\int _{0}^{\pi }{\frac {e^{i(Re^{i\theta }+\theta )}}{Re^{i\theta }+i\varepsilon }}iR\,d\theta .}
Второй член исчезает, когда {\displaystyle R} стремится к бесконечности. Что касается первого интеграла, то можно использовать одну версию теоремы Сохоцкого — Племеля для интегралов по вещественной прямой: для комплексной функции f, определенной и непрерывно дифференцируемой на вещественной прямой и вещественных константах {\displaystyle a} и {\displaystyle b}, зная {\displaystyle a<0<b} можно найти
{\displaystyle \lim _{\varepsilon \to 0^{+}}\int _{a}^{b}{\frac {f(x)}{x\pm i\varepsilon }}\,dx=\mp i\pi f(0)+{\mathcal {P}}\int _{a}^{b}{\frac {f(x)}{x}}\,dx,}
где {\displaystyle {\mathcal {P}}} обозначает главное значение Коши. Возвращаясь к приведенному выше исходному расчету, можно написать
{\displaystyle 0={\mathcal {P}}\int {\frac {e^{ix}}{x}}\,dx-\pi i.}
Взяв мнимую часть с обеих сторон и отметив, что функция {\displaystyle \sin(x)/x} четная, мы получаем
{\displaystyle \int _{-\infty }^{+\infty }{\frac {\sin(x)}{x}}\,dx=2\int _{0}^{+\infty }{\frac {\sin(x)}{x}}\,dx.}
В заключение,
{\displaystyle \lim _{\varepsilon \to 0}\int _{\varepsilon }^{\infty }{\frac {\sin(x)}{x}}\,dx=\int _{0}^{\infty }{\frac {\sin(x)}{x}}\,dx={\frac {\pi }{2}}.}
В качестве альтернативы можно выбрать в качестве контура интегрирования для {\displaystyle f} объединение верхних полуплоских полуокружностей радиусов {\displaystyle \varepsilon } и {\displaystyle R} вместе с двумя соединяющими их отрезками реальной линии. С одной стороны, контурный интеграл равен нулю независимо от {\displaystyle \varepsilon } и {\displaystyle R}; с другой стороны, при {\displaystyle \varepsilon \to 0} и {\displaystyle R\to \infty } мнимая часть интеграла сходится к {\displaystyle 2I+\Im {\big (}\ln 0-\ln(\pi i){\big )}=2I-\pi } ({\displaystyle \ln z} — любая ветвь логарифма на верхней полуплоскости), приводящий к {\displaystyle I={\frac {\pi }{2}}}.

### Ядро Дирихле
Пусть
{\displaystyle D_{n}(x)=1+2\sum _{k=1}^{n}\cos(2kx)={\frac {\sin[(2n+1)x]}{\sin(x)}}}
будет ядром Дирихле.
Отсюда следует, что
{\displaystyle \int _{0}^{\frac {\pi }{2}}D_{n}(x)dx={\frac {\pi }{2}}.}
Определяем
{\displaystyle f(x)={\begin{cases}{\frac {1}{x}}-{\frac {1}{\sin(x)}}&x\neq 0\\[6pt]0&x=0\end{cases}}}
Ясно, что {\displaystyle f} является непрерывной, когда {\displaystyle x\neq 0}, чтобы увидеть её непрерывность при 0, применяется правило Лопиталя.
{\displaystyle \lim _{x\to 0}{\frac {\sin(x)-x}{x\sin(x)}}=\lim _{x\to 0}{\frac {\cos(x)-1}{\sin(x)+x\cos(x)}}=\lim _{x\to 0}{\frac {-\sin(x)}{2\cos(x)-x\sin(x)}}=0.}
Следовательно, {\displaystyle f} удовлетворяет требованиям леммы Римана-Лебега. Это означает
{\displaystyle \lim _{\lambda \to \infty }\int _{a}^{b}f(x)\sin(\lambda x)dx=0\Rightarrow \lim _{\lambda \to \infty }\int _{a}^{b}{\frac {\sin(\lambda x)}{x}}dx=\lim _{\lambda \to \infty }\int _{a}^{b}{\frac {\sin(\lambda x)}{\sin(x)}}dx.}
(Используемая здесь форма леммы Римана-Лебега доказана в цитируемой статье.)
Выбираем пределы {\displaystyle a=0} и {\displaystyle b=\pi /2}. Мы хотим сказать что
{\displaystyle {\begin{aligned}\int _{0}^{\infty }{\frac {\sin(t)}{t}}dt=&\lim _{\lambda \to \infty }\int _{0}^{\lambda {\frac {\pi }{2}}}{\frac {\sin(t)}{t}}dt\\[6pt]=&\lim _{\lambda \to \infty }\int _{0}^{\frac {\pi }{2}}{\frac {\sin(\lambda x)}{x}}dx\\[6pt]=&\lim _{\lambda \to \infty }\int _{0}^{\frac {\pi }{2}}{\frac {\sin(\lambda x)}{\sin(x)}}dx\\[6pt]=&\lim _{n\to \infty }\int _{0}^{\frac {\pi }{2}}{\frac {\sin((2n+1)x)}{\sin(x)}}dx\\[6pt]=&\lim _{n\to \infty }\int _{0}^{\frac {\pi }{2}}D_{n}(x)dx={\frac {\pi }{2}}\end{aligned}}}
Однако для этого мы должны обосновать переключение реального предела в {\displaystyle \lambda } на интегральный предел в {\displaystyle n}. На самом деле это оправдано, если мы можем показать, что предел действительно существует. Докажем это.
Используя интегрирование по частям, мы имеем:
{\displaystyle \int _{a}^{b}{\frac {\sin(x)}{x}}dx=\int _{a}^{b}{\frac {d(1-\cos(x))}{x}}dx=\left.{\frac {1-\cos(x)}{x}}\right|_{a}^{b}+\int _{a}^{b}{\frac {1-\cos(x)}{x^{2}}}dx}
Теперь, так как {\displaystyle a\to 0} и {\displaystyle b\to \infty }, член слева сходится без проблем. Смотри список пределов тригонометрических функций. Теперь покажем, что {\displaystyle \int _{-\infty }^{\infty }{\frac {1-\cos(x)}{x^{2}}}dx} интегрируем, что означает, что предел существует.
Сначала мы стремимся оценить интеграл вблизи начала координат. Используя разложение косинуса около нуля в ряд Тейлора,
{\displaystyle 1-\cos(x)=1-\sum _{k\geq 0}{\frac {x^{2k}}{2k!}}=-\sum _{k\geq 1}{\frac {x^{2k}}{2k!}}.}
Следовательно,
{\displaystyle \left|{\frac {1-\cos(x)}{x^{2}}}\right|=\left|-\sum _{k\geq 0}{\frac {x^{2k}}{2(k+1)!}}\right|\leq \sum _{k\geq 0}{\frac {|x|^{k}}{k!}}=e^{|x|}.}
Разбив интеграл на части, получим
{\displaystyle \int _{-\infty }^{\infty }\left|{\frac {1-\cos(x)}{x^{2}}}\right|dx\leq \int _{-\infty }^{-\varepsilon }{\frac {2}{x^{2}}}dx+\int _{-\varepsilon }^{\varepsilon }e^{|x|}dx+\int _{\varepsilon }^{\infty }{\frac {2}{x^{2}}}dx\leq K,}
для некоторой константы {\displaystyle K>0}. Это показывает, что интеграл абсолютно интегрируем, что означает, что исходный интеграл существует, и переход от {\displaystyle \lambda } к {\displaystyle n} был фактически оправдан, и доказательство завершено.